# والاس هو
والاس هو چین-هوا (چینی: 霍建華، پین‌یین: huò jiànhuá، انگلیسی: Wallace Huo Chien-hwa، زادهٔ ۲۶ دسامبر ۱۹۷۹) بازیگر، خواننده و تهیه‌کننده اهل تایوان است. او بیشتر به خاطر بازی در سریال‌های در خلیج دلفین (۲۰۰۳)، پالادین چینی ۳ (۲۰۰۹)، شمشیر زن (۲۰۱۳)، نبرد چانگشا (۲۰۱۴)، سفر گل (۲۰۱۵)، جرئت داری عاشقم شو (۲۰۱۵) شناخته شده‌است.
والاس هو در فهرست ۱۰۰ سلبریتی چین توسط مجلهٔ فوربز در سال ۲۰۱۴ در رتبه ۸۲، سال ۲۰۱۵ در رتبه ۴۸، سال ۲۰۱۷ در رتبه ۲۲ و سال ۲۰۱۹ در رتبه ۶۶ قرار گرفت.